# Sítio Novo do Tocantins
thumb
Sítio Novo do Tocantins este un oraș în Tocantins (TO), Brazilia.